# Apollóniusz-kör

Apollóniusz-körök. A piros körök látókörök, minden egy félsíkbeli pontjukból az AB azonos szögben látszik (a félsíkot AB egyenes határozza meg). A kék körök olyan pontokból állnak, amelyeknek A-tól és B-től mért távolságainak aránya megegyezik. Minden kék kör derékszögben metsz minden piros kört.

Az Apollóniusz-kör azoknak a pontoknak a mértani helye a síkban, amelyeknek két adott ponttól mért távolságainak aránya adott (1-től különböző) pozitív szám. Fontos szerepe van a bipoláris koordináta-rendszerekben. Felfedezője, Pergai Apollóniosz görög matematikus után nevezték el. Nem összekeverendő a szintén róla elnevezett Apollóniusz köreivel.

## Definíció
Az A és B ponthoz és a {\displaystyle \lambda } számhoz tartozó Apollóniusz-kör azon P pontok halmaza, amelyekre {\displaystyle {\frac {PA}{PB}}=\lambda } (ha {\displaystyle \lambda =1}, akkor ez {\displaystyle AB} felezőmerőlegese, ami tekinthető egy olyan körnek, aminek végtelen távol van a középpontja).

## Annak bizonyítása, hogy a pontok kört alkotnak
- 1. lépés:

Legyen {\displaystyle P} egy olyan pont, amely nincs rajta {\displaystyle AB} egyenesén, és amelyre {\displaystyle {\frac {PA}{PB}}=\lambda }. Feltehetjük, hogy {\displaystyle PA>PB} (ekkor {\displaystyle \lambda >1}). {\displaystyle PAB} háromszögnek {\displaystyle P}-ből induló belső szögfelezője az {\displaystyle AB} oldalt egy {\displaystyle C} pontban metszi, külső szögfelezője pedig {\displaystyle \lambda >1} miatt {\displaystyle AB}-nek {\displaystyle B}-ből induló meghosszabbítását metszi {\displaystyle D}-ben.
Segédtétel:
Ha egy háromszög egyik oldalának az egyenesét a szemközti csúcsból induló (belső vagy külső) szögfelezővel metsszük, akkor a metszéspontnak az oldal végpontjaitól mért távolságai úgy aránylanak egymáshoz, mint a szemközti csúcsból ehhez a végpontokhoz vezető oldalak.
Emiatt {\displaystyle C} és {\displaystyle D} a keresett mértani helyhez tartozik.
- 2. lépés:

Be kell látni, hogy a mértani helyek minden {\displaystyle P} pontja ugyanezen a körön van, ehhez elég megmutatni, hogy az {\displaystyle AB} egyenes pontjai közül csak {\displaystyle C} és {\displaystyle D} tartozik a mértani helyhez. A szögfelezők merőlegesek egymásra, ezért {\displaystyle P} a {\displaystyle CD} távolság Thalész-körén van. {\displaystyle \lambda >1} miatt elég, hogy sem az {\displaystyle AB} szakaszon, sem a {\displaystyle BD} félegyenesen nincs más, a mértani helyhez tartozó pont. Ha {\displaystyle C} az {\displaystyle AB} távolságon {\displaystyle B} felé mozog, akkor az {\displaystyle {\frac {AC}{CB}}} arány nő. Ha {\displaystyle D} a {\displaystyle BD} félegyenesen {\displaystyle B}-ből kiindulva mozog, akkor a {\displaystyle {\frac {AD}{DB}}} arány csökken, ugyanez a helyzet, ha {\displaystyle D} távolodik {\displaystyle B}-től. Más szóval {\displaystyle C} és {\displaystyle D} helyzete egyértelműen meghatározott, vagyis a keresett mértani hely minden pontja a {\displaystyle CD} szakasz Thalész-körén van.
- 3. lépés:

Be kell bizonyítani, hogy ennek a körnek minden pontja a mértani helyhez tartozik ({\displaystyle C,D} pontokról tudjuk ezt). Legyen {\displaystyle P} a körnek egy további pontja. Elég belátni, hogy {\displaystyle PC} és {\displaystyle PD} a {\displaystyle PAB} háromszög szögfelezői, ekkor {\displaystyle {\frac {PA}{PB}}={\frac {CA}{CB}}=\lambda }.
Ehhez indirekt tegyük fel, hogy {\displaystyle PAB} háromszög szögfelezői {\displaystyle PC^{*}} és {\displaystyle PD^{*}}, ami nem azonos a {\displaystyle PC} és {\displaystyle PD} egyenesekkel. {\displaystyle C} és {\displaystyle D} választása miatt {\displaystyle {\frac {AC}{CB}}={\frac {AD}{DB}}} és {\displaystyle {\frac {AC^{*}}{C^{*}B}}={\frac {AD^{*}}{D^{*}B}}}. 1) miatt ez csak úgy lehet, ha vagy {\displaystyle CD} tartalmazza {\displaystyle C^{*}D^{*}} távolságot, vagy fordítva. Ekkor viszont {\displaystyle CPD} szög és {\displaystyle C^{*}PD^{*}} szög közül az egyik tartalmazza a másikat. Ezzel ellentmondáshoz jutottunk, mivel mindkét szög derékszög (Thalész-tétel vagy a szögfelezők merőlegessége miatt). Tehát {\displaystyle PC,PD} szögfelezők, ekkor {\displaystyle CD} Thalész-körének minden pontja a mértani helyhez tartozik.

## Tulajdonságai
- A λ arányhoz tartozó Apollóniusz-kör sugara {\displaystyle r_{A}={\frac {\lambda }{|\lambda ^{2}-1|}}{\overline {AB}}}.
- Ha egy Apollóniusz-körre vonatkozó inverzióban A és B egymásba megy át, akkor ebben az inverzióban az összes A-n és B-n átmenő kör önmagába megy át. Ezért minden ilyen kör merőlegesen metszi az összes Apollóniusz-kört.
- Tekintsük most a K Apollóniusz-kört annak egy tetszőleges X pontjával, és az AXB szög szögfelezői által a K körből kimetszett T1 és T2 pontokkal. Jelölje továbbá λ a K-hoz tartozó arányt. Ekkor a harmonikus elválasztás kölcsönössége miatt az AB szakaszon átmenő kör a T1T2 szakasz Apollóniusz-köre lesz.
- Az előző állítás jelöléseivel: a K kör éppen az a T1-en és T2-n átmenő kör, amire A és B inverz pontpárok.

## Kapcsolat a projektív geometriával
A sík körei természetes módon megfeleltethetők a háromdimenziós projektív tér pontjainak. Ebben a megfeleltetésben a projektív egyenesek képei a körsorok. Speciálisan, az Apollóniusz-körök és a két ponton átmenő körök is egy-egy körsort alkotnak.
Például a (p,q) középpontú, r sugarú kör egyenlete:
{\displaystyle \displaystyle (x-p)^{2}+(y-q)^{2}=r^{2},}
átírható az
{\displaystyle \displaystyle \alpha (x^{2}+y^{2})-2\beta x-2\gamma y+\delta =0,}
alakba, ahol α = 1, β = p, γ = q, and δ = p2 + q2 − r2. Ez a négy paraméter azonban csak egy skalár erejéig meghatározott, ugyanis ha végigszorozzuk őket egy nem nulla számmal, akkor ugyanazt a kört kapjuk. Így ezek az együtthatók a kör homogén koordinátáinak tekinthetők a körök háromdimenziós projektív terében. Ha α = 0, akkor a kör egyenessé fajul el. Ha α ≠ 0, akkor visszajutunk a kör egyenletéhez a p = β/α, q = γ/α, és az r =√((−δ − β
2 − γ2)/α2) együtthatókkal. Itt előfordulhat, hogy a gyökjel alá egy nem pozitív szám kerül; ebben az esetben nullkört, vagy képzetes kört ír le az egyenlet.
Két kör, (α1,β1,γ1,δ1) és (α2,β2,γ2,δ2) affin kombinációja a :{\displaystyle \displaystyle z(\alpha _{1},\beta _{1},\gamma _{1},\delta _{1})+(1-z)(\alpha _{2},\beta _{2},\gamma _{2},\delta _{2})} négyest adja, ahol z szabadon változhat. Ez a két kör által generált körsor. Háromféle körsort különböztetünk meg a körsor generátorainak közös pontjainak száma szerint: az elliptikust, a parabolikust és a hiperbolikust. Valójában a hiperbolikus körsor két pontkört és képzetes köröket is tartalmaz. A két pontkör a körsor Poncelet-pontjai. Az Apollóniusz-körök is ilyen körsort adnak. A koncentrikus körök hiperbolikus körsorának is két tartópontja van: a másik tartópont a végtelenben van. Az erre merőleges körök körsora a két tartópontot összekötő körök, valójában egyenesek körsora.

## Inverzió és koordináta-rendszerek
Az inverziók a körsorokat körsorokba viszik, sőt a típusukat is megtartják, így elliptikus körsor képe elliptikus, parabolikus körsor képe parabolikus, hiperbolikus körsor képe hiperbolikus lesz.
Egy A közepű körre vonatkozó inverzió az Apollóniusz-köröket B középpontú koncentrikus körökbe viszi. Ugyanez az inverzió az A-n és a B-n átmenő köröket a B-n átmenő egyenesekbe transzformálja. Így az Apollóniusz-körök által meghatározott két pólusú koordináta-rendszer polár-koordinátarendszerbe megy át.
Általánosabban, minden körsorhoz van egy egyértelmű hozzá ortogonális körsor. Hiperbolikus körsor ortogonális körsora elliptikus, elliptikus körsor ortogonális körsora hiperbolikus, és parabolikus körsor ortogonális körsora parabolikus. A hiperbolikus körsor ortogonális körsora a Poncelet-pontjain átmenő körök alkotta körsor; elliptikus körsor ortogonális körsora a közös metszéspontok Apollóniusz-köreiből áll; parabolikus körsor ortogonális körsora a vele azonos érintési pontú, de merőleges tengelyű körsor.

## Fordítás
Ez a szócikk részben vagy egészben  a   Kreis des Apollonios című német Wikipédia-szócikk fordításán alapul.  Az eredeti cikk szerkesztőit annak laptörténete sorolja fel. Ez a jelzés csupán a megfogalmazás eredetét és a szerzői jogokat jelzi, nem szolgál a cikkben szereplő információk forrásmegjelöléseként.
Ez a szócikk részben vagy egészben  az   Apollonian circles című angol Wikipédia-szócikk fordításán alapul.  Az eredeti cikk szerkesztőit annak laptörténete sorolja fel. Ez a jelzés csupán a megfogalmazás eredetét és a szerzői jogokat jelzi, nem szolgál a cikkben szereplő információk forrásmegjelöléseként.